# آية معتز
آية معتز (15 مارس 1997-) هي لاعبة شطرنج مصرية وأستاذة كبرى.

## مسيرتها في الشطرنج
حصلت على المركز الثاني الرابع في الشوط الفاصل بنتيجة 6.5/9 في بطولة أفريقيا للشباب تحت 16/18 سنة في جنوب أفريقيا عام 2012. كما لعبت في اللوح الأول لفريق السيدات المصري في دورة الألعاب العربية 2011، حيث فاز فريقها بالميدالية البرونزية ولعبت أيضًا في اللوح الثالث في أولمبياد الشطرنج الحادي والأربعين في ترومسو، وحصلت على 6.5/11.
حصلت على المركز الثاني في بطولة أفريقيا للسيدات للشطرنج عام 2013 وحصلت على 7/9 وتأهلت لبطولة العالم للسيدات للشطرنج عام 2014 بفوزها ببطولة مصر للسيدات في القاهرة في أوائل عام 2014.
تتدرب آية معتز على يد المدرب الجزائري والمعلم المعتمد من الاتحاد الدولي للشطرنج صائم محمد إلياس.

## روابط خارجية
- آيه معتز على موقع الاتحاد الدولي للشطرنج (الإنجليزية)
- آيه معتز على موقع مباريات الشطرنج (الإنجليزية)
- آيه معتز على موقع 365Chess.com (الإنجليزية)
- آيه معتز على موقع Chesstempo.com (الإنجليزية)
- آيه معتز سجل أولمبياد الشطرنج للسيدات على موقع OlimpBase.org (الإنجليزية)